# Franciszek Gędłek
Franciszek Gędłek (ur. 25 września 1901 w Rudawie koło Krakowa, zm. 20 września 1978 w Myślenicach) – polski regionalista, prawnik, współzałożyciel i kierownik Muzeum Regionalnego w Myślenicach.

## Życiorys
Pochodził z zamożnej rodziny rolniczej, był synem Jana i Marcjanny. Ukończył studia na Wydziale Prawa Uniwersytetu Jagiellońskiego, po czym przez sześć lat pracował w Radomiu. W 1936 przeniósł się do Myślenic, do wybuchu wojny oraz przez kilka lat powojennych pracując tamże w zawodzie sędziego; w latach 1953-1971 był w Myślenicach adwokatem.
Przez wiele lat pobytu i pracy zawodowej w Myślenicach realizował swoje zainteresowania etnograficzne. Był aktywnym działaczem komisji ochrony zabytków oddziału Polskiego Towarzystwa Turystyczno-Krajoznawczego. Gromadził obiekty dawnej kultury ludowej we wsiach ziemi myślenickiej, w swoje prace wciągając wiejskich nauczycieli. W 1947 po raz pierwszy zorganizował wystawę swoich zbiorów w Myślenicach, by sześć lat później doprowadzić do uruchomienia ekspozycji stałej — Muzeum Regionalnego PTTK. Przez kilkanaście lat, do 1972, społecznie pełnił funkcję kierownika Muzeum, wspierany przez pracowników Muzeum Etnograficznego w Krakowie. Z czasem udało mu się uzyskać etat dla pracownika merytorycznego (etnografa), a w latach 70. zainicjował zakup budynku — zabytkowego Domu Greckiego koło rynku — na nową siedzibę Muzeum; budynek ten wyremontowano, w 1975 przeniesiono doń Muzeum, w 1976 zaś placówkę upaństwowiono.
Franciszek Gędłek doprowadził do zainteresowania ziemią myślenicką i jej tradycją etnografów krakowskich, czego efektem stała się m.in. Monografia powiatu myślenickiego (1970) pod redakcją Romana Reinfussa. Szczególnym zainteresowaniem Gędłek darzył rodzinną wieś Rudawę i jej kulturę ludową. Dzięki jego staraniom badania terenowe w Rudawie podjęli naukowcy z Instytutu Sztuki PAN, którzy m.in. w domu rodzinnym Gędłka utworzyli izbę pamiątek. Gędłek przygotował obszerny materiał pamiętnikarski na konkurs ogłoszony przez Katedrę Etnografii Słowian Uniwersytetu Jagiellońskiego w związku z przygotowywaną monografią Rudawy, ale samej publikacji już nie dożył; praca Wieś Rudawa i okolice pod redakcją Anny Zambrzyckiej-Kunachowicz ukazała się jako osobny tom periodyku "Prace Etnograficzne" (1980, nr 12).
Zmarł 20 września 1978 w Myślenicach, pochowany został na cmentarzu parafialnym w Rudawie. Był odznaczony m.in. Krzyżem Kawalerskim Orderu Odrodzenia Polski i Złotym Krzyżem Zasługi.